# ای ای-تی ۱ اسوریو
انگسا ای ای-تی ۱ اُسوریو (به انگلیسی: Engesa EE-T1 Osório) یک نمونه اولیه تانک اصلی میدان نبرد برزیل بود. این طرح به عنوان یک سرمایه گذاری خصوصی توسط شرکت انگسا و با حمایت اندک دولت ساخته شده است. این تانک قرار بود ابتدا به کشورهای عربی و دیگر کشورهای جهان سوم فروخته شده و تولید آن با فوریت آغاز شود. سپس ارتش برزیل را قادر سازد که بعداً بدون نیاز به تأمین هزینه های توسعه سفارش های خود را در دستور کار ساخت آن قرار دهد. اما حوادث کلان سیاسی از جمله جنگ خلیج فارس و فشار سیاسی آمریکا منجر به توقف پروژه ساخت این تانک شد و این تانک هرگز توسط ارتش برزیل به بهره برداری نرسید.